# جورج بی. مارتین
جورج بی. مارتین (به انگلیسی: George B. Martin) سناتور سابق عضو حزب دموکرات ایالات متحده آمریکا بود. وی در سال ۱۹۱۸ تا ۱۹۱۹ میلادی سناتور ایالت کنتاکی در سنای ایالات متحده آمریکا بود.